# Man (Man)
Man è un album dei Man, pubblicato dalla Liberty Records nel marzo del 1971. Il disco fu registrato all'Olympic Studios di Londra, Inghilterra.

## Tracce
Lato A
1. Romain – 6:11 (Martin Ace, Clive John, Micky Jones, Deke Leonard, Terry Williams)
2. Country Girl – 3:08 (Martin Ace, Deke Leonard)
3. Would the Christians Wait Five Minutes? The Lions Are Having a Draw – 12:52 (Martin Ace, Micky Jones)

Lato B
1. Daughter of the Fireplace – 5:11 (Deke Leonard)
2. Alchemist – 20:41 (Martin Ace, Clive John, Micky Jones, Deke Leonard, Terry Williams)

Edizione CD del 2001, pubblicato dalla Repertoire Records REP 4969
1. Romain – 6:12 (M. Ace, C. John, M. Jones, D. Leonard, T. Williams)
2. Country Girl – 3:06 (Martin Ace, Deke Leonard)
3. Would the Christians Wait Five Minutes? The Lions Are Having a Draw – 12:57 (Martin Ace, Micky Jones)
4. Daughter of the Fireplace – 5:19 (Deke Leonard)
5. Alchemist – 20:40 (M. Ace, C. John, M. Jones, D. Leonard, T. Williams)
6. Daughter of the Fireplace – 2:59 (Deke Leonard) – Bonus Track - Single Version
7. Country Girl – 3:09 (Martin Ace, Deke Leonard) – Bonus Track - Single Version

## Musicisti
- Micky Jones - chitarra elettrica, chitarra acustica, voce
- Roger Deke Leonard - chitarra elettrica, chitarra acustica, pianoforte, chitarra steel, voce
- Clive John - organo, pianoforte, chitarra elettrica, clavicembalo, voce
- Martin Ace - basso, chitarra acustica, voce
- Terry Williams - batteria, percussioni